# Absint
Absintul, numit și zână verde, este o băutură alcoolică tare, de obicei de circa 70 grade alcolemie, de culoare verzuie, preparată din frunzele unei specii de pelin (Artemisia absinthium), anason, fenicul și alte plante aromatice. Este un excitant al secreției gastrice, deoarece conține substanțe amare (absintină).

## Interzicerea absintului

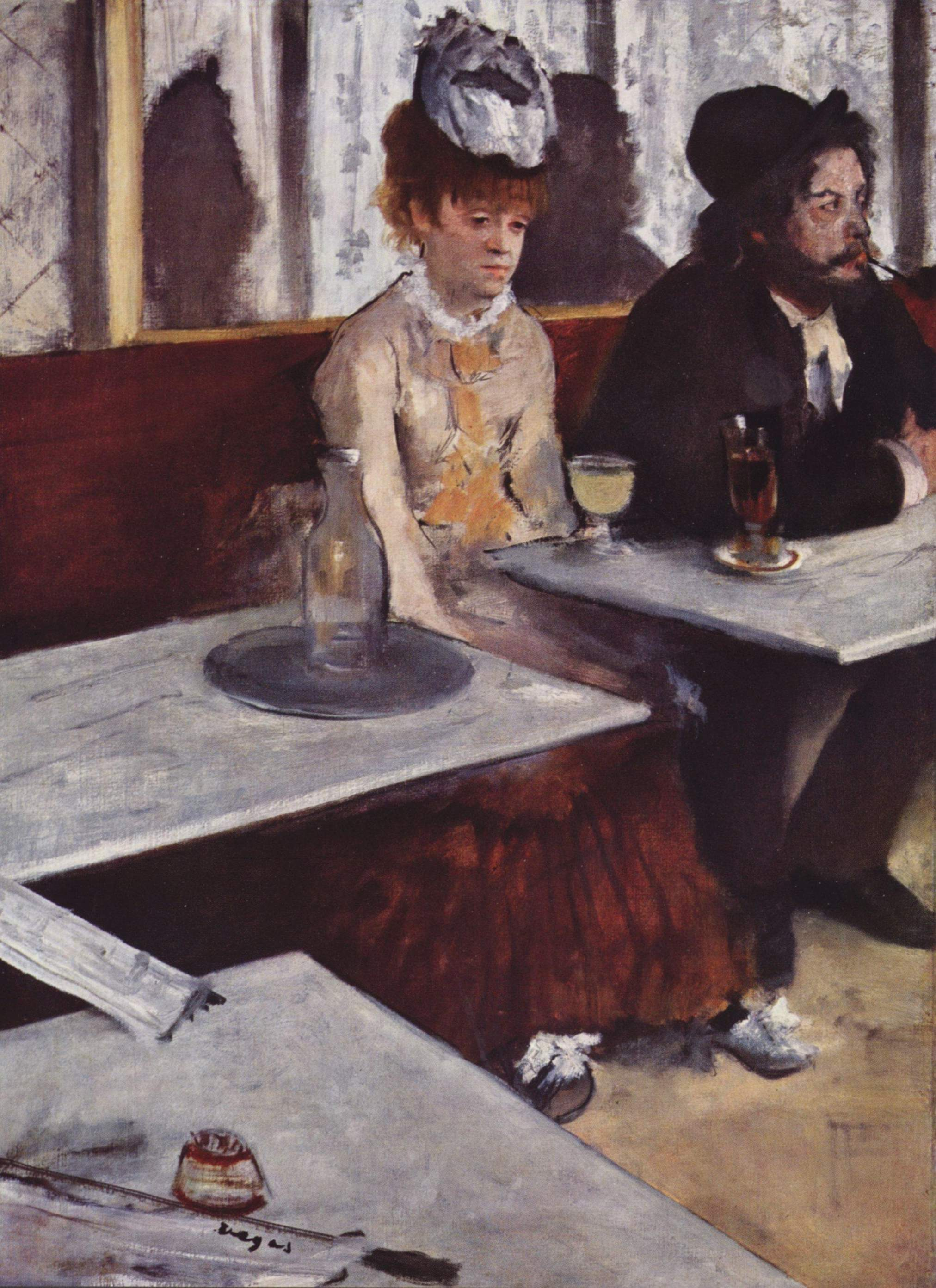
Pictura Băutorii de absint (1876) de pictorul francez Edgar Degas (1834 – 1917)

Anumiți specialiști au considerat că în urma consumului de absint crește agresivitatea, putând duce până la crimă, și se poate ajunge chiar la o stare de nebunie. De aceea producția și consumul de absint au fost interzise în Belgia (1905), Elveția (1908), Statele Unite ale Americii (1912), Italia (1913), Franța (1915) și Germania (1923).
Totuși, multe țări, printre care se pot menționa Regatul Unit, Cehoslovacia, Austria, Spania și Portugalia, nu au interzis niciodată producția sau consumul de absint.

## Reevaluare
În urma unor studii s-a constatat că substanțele active din absint nu produceau simptomele incriminate, ci procesul de fabricație incorect care ducea la un conținut ridicat de alcool metilic sau anumiți coloranți. În realitate, efectele negative nu diferă de cele provocate de consumul în exces al altor băuturi alcoolice.
Ca urmare, în Elveția, țara de origine a absintulului, a fost ridicată interdicția de fabricare și comercializare.